# Jean-Claude Darcheville
Jean-Claude Darcheville (* 25. Juli 1975 in Sinnamary, Französisch-Guayana) ist ein ehemaliger französischer Fußballspieler. Zuletzt war er in der Saison 2010/11 für den griechischen Verein AO Kavala tätig. Er ist französisch-guyanischer Abstammung.

## Karriere
Der Mittelstürmer begann seine Karriere 1995 bei Stade Rennes. In der Saison 1998/1999 spielte er bei Nottingham Forest. 1999 zog es ihn dann wieder zurück nach Frankreich zum FC Lorient. Von 2002 bis 2007 spielte er für Girondins Bordeaux. Im Sommer 2007 wechselte er zu Glasgow Rangers in die Scottish Premier League. Nach zwei Jahren in Schottland kehrte er 2009 für eine Spielzeit zum FC Nantes nach Frankreich zurück. Am 28. August 2010 wechselte er zu Beginn der Saison 2010/11 zum griechischen Verein AO Kavala, bis sein Vertrag dort aufgrund einer Verletzungsserie im März 2011 einvernehmlich gelöst wurde.

## Erfolge
- Schottischer FA Cup: 2007/08
- Schottischer Ligapokal: 2007/08
- Französischer Ligapokalsieger mit Girondins Bordeaux: 2007
- Französischer Pokal mit FC Lorient: 2001/02